# Référendum liechtensteinois de 1962
Un double référendum a lieu au Liechtenstein le 25 février 1962.

## Premier référendum

### Contenu
Il s'agit d'un référendum sur la création d'une loi encadrant les systèmes d'alarmes et de défense.

### Contexte
Il s'agit d'un référendum facultatif d'origine parlementaire : le Landtag décide de soumettre le projet de loi voté à l'unanimité le 30 janvier 1962 à la votation populaire dans le cadre de l'article 66 de la constitution.

### Résultats
| Choix                                 | Votes | %     |
| ------------------------------------- | ----- | ----- |
| Pour                                  | 687   | 25,73 |
| Contre                                | 1 983 | 74,27 |
| Votes blancs et invalides             | 201   | –     |
| Total                                 | 2 871 | 100   |
| Inscrits/Participation                | 3 628 | 79,18 |
| Source: Démocratie Directe (Allemand) |       |       |

La population rejette à une large majorité le projet de loi du fait d'un rejet des contraintes sur les bâtiments des particuliers.

## Deuxième référendum

### Contenu
Il s'agit d'un référendum portant modification de la loi sur les droits de chasse.

### Contexte
Ce référendum fait suite à l'initiative populaire de décembre de l'année précédente, acceptée par la population mais à laquelle le Prince de Liechtenstein met son veto.
Le projet de loi propose de conserver la vente de permis de chasses aux étrangers, mais d'impliquer les municipalités ainsi que les coopératives de chasse dans leur distribution.
Il s'agit d'un référendum facultatif d'origine parlementaire : le Landtag décide de soumettre le projet de loi voté à l'unanimité le 30 janvier 1962 à la votation populaire dans le cadre de l'article 66 de la constitution.

### Résultats
| Choix                                 | Votes | %     |
| ------------------------------------- | ----- | ----- |
| Pour                                  | 1 424 | 54,64 |
| Contre                                | 1 182 | 45,36 |
| Votes blancs et invalides             | 266   | –     |
| Total                                 | 2 872 | 100   |
| Inscrits/Participation                | 3 628 | 79,21 |
| Source: Démocratie Directe (Allemand) |       |       |